# Murray Beauclerk, 14.º Duque de St Albans
Murray de Vere Beauclerk, 14.º Duque de St Albans (nascido em 19 de janeiro de 1939), denominado Conde de Burford de 1964 a 1988, é um Duque inglês. Foi membro da Câmara dos Lordes de 1988 a 1999.

## Família
Filho único do primeiro casamento e primogénito de Charles Beauclerk, 13.º Duque de St. Albans, o 14.º Duque é descendente do Rei Carlos II e de Nell Gwyn através do seu filho ilegítimo, Charles Beauclerk, 1.º Duque de St. Albans. Além disso, é o principal representante da família De Vere.

## Carreira
Beauclerk frequentou a Tonbridge School em Kent, antes de se qualificar como Revisor Oficial de Contas em 1962.
Desde 1989, é Governador-Geral da Royal Stuart Society, uma organização monárquica com laços jacobitas, e é também Freeman da City of London e Liveryman da Drapers' Company.

## Casamentos e descendência
Murray Beauclerk casou três vezes. Em 31 de janeiro de 1963, casou primeiro com Rosemary Frances Scoones, filha de Francis Harold Scoones, de West Ham, e da sua mulher Rose Frances Eleanor Callis. Divorciaram-se em 1974, e tiveram dois filhos:
- Emma Caroline de Vere Beauclerk (nascida em 22 de julho de 1963), casada em 1991 com David Craig Shaw Smellie;
- Charles Beauclerk, Conde de Burford (nascido a 22 de fevereiro de 1965).

Em 1975, Rosemary Beauclerk voltou a casar com Paul Pellew, 10.º Visconde de Exmouth, 9.º Marquês de Olías.
Em 29 de agosto de 1974, pouco depois do seu primeiro divórcio, Beauclerk casou pela segunda vez com Cynthia Theresa Mary (1929-2002), filha do Tenente-Coronel William James Holdsworth Howard e ex-mulher do falecido Sir Anthony Robin Hooper, 2.º Baronete. Divorciaram-se em 2001, sem descendência.
Em 1988, o pai de Beauclerk morreu, e ele tornou-se o 14.º Duque de St Albans.
O Duque casou com a sua terceira e atual esposa, Gillian Anita Northam, atual Duquesa de St Albans, a 14 de dezembro de 2002, em Londres.

## Títulos e estilo
- 19 de janeiro de 1939 – 2 de março de 1964: Sr. Murray de Vere Beauclerk
- 2 de março de 1964 - 8 de outubro de 1988: O Muito Honorável Conde de Burford
- 8 de outubro de 1988 - presente: Sua Graça, o Duque de St Albans